# ماتی دلاچ
ماتی دلاچ (کرواتی: Matej Delač; زاده ۲۰ اوت ۱۹۹۲) بازیکن فوتبال اهل کرواسی و تیم‌های ملی فوتبال کرواسی است.
وی فوتبال را از تیم اینتر زاپرشیچ شروع کرده و در سپتامبر ۲۰۰۹ به عضویت چلسی درآمده است.